# Soares de Passos

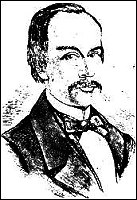
Der Dichter Soares de Passos

António Augusto Soares de Passos (* 27. November 1826 in Porto, Portugal; † 8. Februar 1860 ebenda) war ein portugiesischer Lyriker der Romantik. Er war ein Vertreter der ersten literarischen Romantik in Portugal, zusammen mit Alexandre Herculano.

## Leben
Soares de Passos entstammte einer liberalen bürgerlichen Portuenser Kaufmannsfamilie. Als Jugendlicher brachte er sich selbst Englisch und Französisch bei. Als Heranwachsender arbeitete er einige Zeit im Geschäft seines Vaters mit. 1849 begann er ein Studium der Rechtswissenschaften an der Universität Coimbra, das er mit Examen 1854 abschloss, und kehrte im selben Jahr in seine Heimatstadt zurück. Dort begründete er mit anderen Kommilitonen die romantische Zeitschrift "Novo Trovador". Danach war er einige Zeit als Jurist an einem Portuenser Gericht und als Bibliothekar tätig. Dieser Tätigkeiten überdrüssig, entschied er sich, als freier Schriftsteller tätig zu werden. 
Hauptsächlich schrieb er für Magazine wie O Bardo (Der Barde) oder A Grinaldo. Viele seiner Verse wurden später jedoch sehr populär. Soares de Passos galt als Misanthrop und verkehrte in den Portuenser literarischen Salons. 1856 erschien sein einziges Buch, der Lyrikband "Poesias". Wichtig war er auch für die sogenannte "Ultra-Romantik" auch als "Schwarze Romantik" bekannt. In diesem Fall war er in Portugal mit Gomes Leal vergleichbar, einem Epigonen des Werkes von Soares de Passos. Sein bekanntestes, schwarzromantisches Gedicht trug den Titel "O noivado do Sepulcro" (Die Verlobung mit dem Grab). Insgesamt war sein Werk durch Pessimismus und starker Melancholie geprägt.
Der Dichter Alexandre Herculano bezeichnete ihn als "den ersten lyrischen Dichter Portugals dieses Jahrhunderts".
Seit seiner Jugend litt er unter Tuberkulose; dies war die Krankheit, an der er auch am 8. Februar 1860 im Alter von 33 Jahren verstarb.